# مقاطعة إيوان
مقاطعة إيوان (بالفارسية: شهرستان ایوان) هي مقاطعة تقع في محافظة إيلام في إيران. يقدر عدد سكانها بـ 47,380 نسمة .